# ウィリアム・フォーテスキュー (初代クラーモント伯爵)

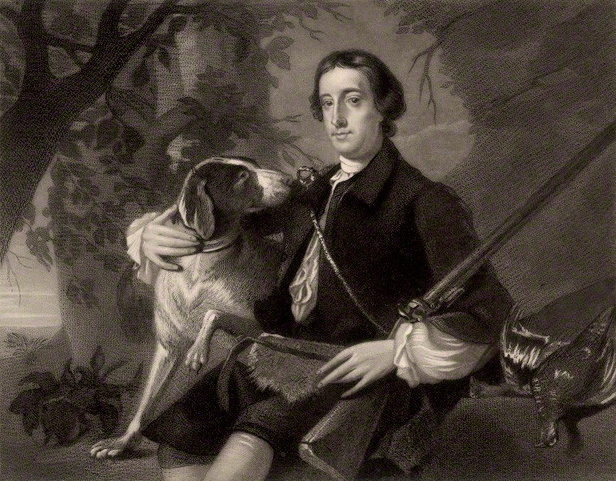
初代クラーモント伯爵

初代クラーモント伯爵ウィリアム・ヘンリー・フォーテスキュー（英語: William Fortescue, 1st Earl of Clermont KP PC (Ire)、1722年8月5日 – 1806年9月30日）はアイルランド王国出身の政治家、貴族。1745年から1770年までアイルランド庶民院議員を務めた。

## 生涯

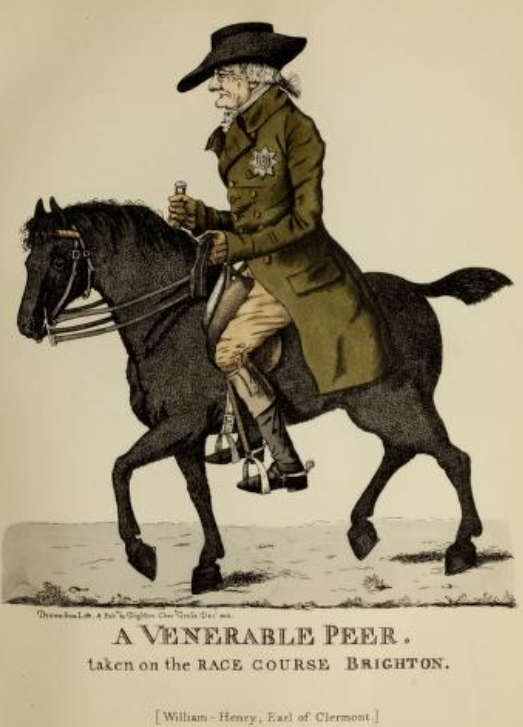
初代クラーモント伯爵が描かれた、1802年のカリカチュア。

トマス・フォーテスキュー（1769年2月没）とエリザベス・ハミルトン（Elizabeth Hamilton、ジェームズ・ハミルトンの娘）の息子として、1722年8月5日に生まれた。
1746年にラウス県長官を務め、1745年から1760年までラウス選挙区の、1761年から1770年までモナハン・バラ選挙区の代表としてアイルランド庶民院議員を務めた。1761年の選挙ではラウス選挙区でも、1768年の選挙ではダンドーク選挙区でも当選したが、2回ともにモナハン・バラ選挙区の代表として議員を務めることを選択した。
1754年にダブリン大学よりLL.D.の名誉学位を授与され、1755年5月5日にアイルランド枢密院の枢密顧問官に任命された。1764年から1784年までアイルランド郵政副長官（Deputy Postmaster-General of Ireland）を、1775年から1806年に死去するまでモナハン県総督を、1775年から1805年までモナハン首席治安判事を務めた。
1770年5月26日にアイルランド貴族であるラウス県におけるクラーモントのクラーモント男爵に叙され、1773年11月23日にアイルランド貴族院議員に就任した。それまでのアイルランドに「クラーモント」という地名が存在せず、フォーテスキューが自領だったラウス県ランダルズタウン（Randalstown）を「クラーモント・パーク」（Clermont Park）に改名したという。1776年7月23日、同じくアイルランド貴族であるラウス県におけるクラーモント男爵およびクラーモント子爵に叙されたが、この爵位は初代子爵の男系男子が断絶した場合、初代子爵の弟ジェームズ・フォーテスキューに継承権を与える特別残余権（special remainder）が規定された。それからわずか半年後の1777年2月10日に同じくアイルランド貴族であるラウス県におけるクラーモント伯爵に叙されたが、こちらは特別残余権が規定されていない。
1795年3月30日、聖パトリック勲章を授与された。
1806年9月30日にブライトンのオールド・スティーンで死去、10月10日にノーフォークのリトル・クレッシンガムで埋葬された。クラーモント伯爵位とクラーモント男爵位（第1期、1770年創設）は廃絶、クラーモント子爵位は弟ジェームズの息子ウィリアム・チャールズが継承した。	

## 家族
1752年2月29日、フランシス・ケアンズ・マレー（Frances Cairnes Murray、1733年頃 – 1820年12月3日、ジョン・マレーの娘）と結婚、1女をもうけた。
- ルイーザ - 1778年9月21日、ハリントン氏（Harrington）と結婚